# .bn
A .bn Brunei internetes legfelső szintű tartomány kódja. A Jabatan Telekom Brunei tartja karban.
A harmadik szintű domain regisztrációra van lehetőség a második szintű com.bn, edu.bn, org.bn és net.bn domainek alá.